# Снесарев, Аркадий Георгиевич
Аркадий Георгиевич Снесарев (23 января 1932, Москва, СССР — 15 марта 1979, там же) — советский сценарист, режиссёр и редактор.

## Биография
Родился 23 января 1932 года в Москве.
В 1949 году поступил на киноведческий факультет ВГИКа, который окончил в 1954 году.
В 1959—1979 годах — редактор киностудии «Союзмультфильм».
С тех пор стал писать сценарии к советским мультфильмам, являлся членом худсовета киностудии «Союзмультфильм» и членом редколлегии сатирического киножурнала «Фитиль».
Автор статей по вопросам кино в газетах и журналах (в том числе «Вопросы драматургии», «Ежегодник кино»).
Скоропостижно скончался 15 марта 1979 года в Москве. Похоронен на Ваганьковском кладбище.

## Фильмография

### Режиссёр
- 1969 — Крылья дядюшки Марабу

### Сценарист
- 1960 — Конец Чёрной топи
- 1962 — Банальная история
- 1963 — Заяц и ёж
- 1966 — Я жду птенца
- 1967 — Гора динозавров
- 1969 — Крылья дядюшки Марабу
- 1970 — Самый главный
- 1974 — Ваня Датский

#### посмертная премьера
- 1980 — Лебеди Непрядвы
- 1987 — Кувшинка

### Редактор
- 1959 — Скоро будет дождь
- 1959 — Легенда о Завещании мавра
- 1959 — Пересолил
- 1960 — Винтик и Шпунтик — весёлые мастера
- 1960 — Мурзилка и великан
- 1961 — Дорогая копейка
- 1961 — Фунтик и огурцы
- 1962 — Живые цифры
- 1962 — Мир дому твоему
- 1962 — Небесная история
- 1965 — Добрыня Никитич
- 1965 — Здравствуй, атом!
- 1965 — Рикки-Тикки-Тави
- 1965 — Гунан-Батор[1]
- 1966 — Главный Звёздный
- 1966 — Гордый кораблик
- 1966 — Жу-жу-жу
- 1966 — Мой зелёный крокодил
- 1966 — Окно
- 1966 — Самый, самый, самый, самый
- 1966 — Сегодня день рождения
- 1967 — Будильник
- 1967 — Зеркальце
- 1967 — Легенда о Григе
- 1967 — Маугли. Ракша
- 1967 — Межа
- 1967 — Песня о соколе
- 1967 — Пророки и уроки
- 1968 — Маугли. Похищение
- 1968 — Ничто не забыто
- 1968 — Стеклянная гармоника
- 1968 — Фильм, фильм, фильм
- 1969 — Бременские музыканты
- 1969 — Возвращение с Олимпа
- 1969 — В стране невыученных уроков
- 1969 — Дед Мороз и лето
- 1969 — Ну, погоди! (выпуск 1)
- 1969 — Маугли. Последняя охота Акелы
- 1969 — Весёлая карусель № 1
- 1970 — «Метеор» на ринге
- 1970 — Маугли. Битва
- 1970 — Ну, погоди! (выпуск 2)
- 1970 — Обезьяна с острова Саругасима
- 1970 — Синяя птица
- 1970 — Юноша Фридрих Энгельс
- 1971 — Маугли. Возвращение к людям
- 1971 — Аргонавты
- 1971 — Весёлая карусель № 3
- 1972 — Весёлая карусель № 4
- 1972 — Рассказы старого моряка. Антарктида
- 1972 — Волшебная палочка
- 1972 — Куда летишь, Витар?
- 1972 — Ну, погоди! (выпуск 5)
- 1972 — Русские напевы
- 1972 — Фока — на все руки дока
- 1973 — Ну, погоди! (выпуск 6)
- 1973 — В мире басен
- 1973 — Детство Ратибора
- 1973 — Персей
- 1973 — По следам бременских музыкантов
- 1973 — Сказка о попе и о работнике его Балде
- 1973 — Весёлая карусель № 5
- 1973 — Маугли
- 1974 — Вершки и корешки
- 1974 — Дарю тебе звезду
- 1974 — Заяц Коська и родничок
- 1974 — Ну, погоди! (выпуск 8)
- 1974 — Прометей
- 1974 — Шёл трамвай десятый номер
- 1974 — Весёлая карусель № 6
- 1975 — Василиса Микулишна
- 1975 — И мама меня простит
- 1975 — Комаров
- 1975 — Мимолётности
- 1975 — Весёлая карусель № 7
- 1976 — Весёлая карусель № 8
- 1976 — Икар и мудрецы
- 1976 — Котёнок по имени Гав (выпуск 1)
- 1976 — Ну, погоди! (выпуск 9)
- 1976 — Ну, погоди! (выпуск 10)
- 1976 — Слушается дело о... Не очень комическая опера
- 1976 — Стадион шиворот-навыворот
- 1976 — 38 попугаев
- 1977 — Бравый инспектор Мамочкин
- 1977 — Зайчонок и муха
- 1977 — Не любо — не слушай
- 1977 — Ну, погоди! (выпуск 11)
- 1977 — Полигон
- 1977 — Старый дом
- 1977 — 38 попугаев. Как лечить удава
- 1978 — На задней парте (выпуск 1)
- 1979 — Как лиса зайца догоняла
- 1979 — Кто получит приз?
- 1981 — Дорожная сказка

### Автор текста
- 1970 — Внимание! Волки!